# Charles Papasoff
Charles Papasoff (* 1956 in Montreal) ist ein kanadischer Jazzmusiker, Filmkomponist, Filmregisseur, Schauspieler, Arrangeur und Musikproduzent.

## Leben und Wirken
Papasoff, Kind bulgarischer und Schweizer Eltern, arbeitete als Baritonsaxophonist mit Matt Herskowitz, Donny McCaslin und dem Montrealer Quintet The Sociopaths. 1982 trat er erstmals auf dem Festival International de Jazz de Montréal auf. Für das Avantgardelabel Red Toucan nahm er 1993 sein Debütalbum  mit Baikida Carroll, Santi Debriano und Pheeroan AkLaff auf. Für ein Konzert auf dem Victoriaville Festival engagierte er 1995 eine Reihe von Baritonsaxophonisten, darunter Hamiet Bluiett, Jean Derome, David Mott und Bo Van Der Werf. 1996 komponierte er Musik für Les Ballets Jazz de Montreal zu Tristan and Iseult; 1998 folgte das Multimediaprojekt Catharsis. Als Produzent arbeitete er für die Sängerinnen Coral Egan und Bïa, für letztere auch als Arrangeur (Nocturno, 2008).
Mit seiner Formation Papasoff Qtet, für die er Kompositionen schrieb, spielte er eine Reihe von Filmmusiken ein, so Le fugitif ou les vérités d’Hassan (Regie: Jean-Daniel Lafond, 2006) und La lune viendra d’elle-même von Marie Jan Seille. Als Filmregisseur arbeitete er mit Dawn Tyler Watson und Paul Deslauriers (...en duo, 2009) und der Sängerin Coral Egan (My Favorite Distraction, 2004). Comme arrangeur, on le retrouve sur et l'album éponyme de Geneviève Toupin (2009). Ab Mitte der 1990er Jahre betätigte er sich auch als Schauspieler; er hatte eine Hauptrolle in Franck Blaess’ Spielfilm In Cold Love (2009).

## Diskographische Hinweise
- Papasoff (Red Toucan Records, 1993) mit Jean Beaudet, Pheeroan akLaff, Santi Debriano, Bakida Carroll
- Notes De Film / Film Notes (Analekta, 1996)
- Tristan Iseult (Analekta, 1996)
- International Baritone Conspiracy (Les Disques Victo, 1996) mit Bo Van Der Werf, Christian Gavilett, David Mott, Hamiet Bluiett, Jean Derome
- Catharsis II (Les Productions Nisapa, 2001)

## Filmographie (Auswahl)
- 1999: The Intruder – Angriff aus der Vergangenheit (Regie: David Bailey)
- 2000: 2002 – Durchgeknallt im All (Regie: Allan A. Goldstein)
- 2002: Spiel der Angst (Regie: Peter Svatek)
- 2002: Abandon – Ein mörderisches Spiel (Regie: Stephen Gaghan)
- 2004: See This Movie (Regie: David M. Rosenthal)
- 2005: The Last Sign - Das letzte Zeichen (Regie: Douglas Law)
- 2006: Der Pakt – The Covenant  (Regie: Renny Harlin)
- 2006: 300  (Regie: Zack Snyder)
- 2007: Surviving My Mother (Regie: Émile Gaudreault)
- 2010: Let the Game Begin (Regie: Amit Gupta)
- 2012: Mars et Avril  (Regie: Martin Villeneuve)